# Aegum
Aegum (officieel, Fries: Eagum) is een dorp in de gemeente Leeuwarden, in de Nederlandse provincie Friesland. Aegum ligt tussen Warga en Grouw bij het Aegumerdiep en De Jokse. Samen met Idaard, Friens en Roordahuizum wordt een gezamenlijke gemeenschap gevormd.
In 2023 telde het dorp 40 inwoners. Het is een van de kleinere dorpen van de Friesland en wordt door het CBS een gehucht genoemd. Volgens een oud Fries rijmpje wel het middelpunt van Friesland.
Eagum leit mids yn'e wrâld.

trije hoannestappen fan de toer dêr is it middelpuntsje

en dy't it net leauwe wol, kin't neitrêdzje.
Het dorp heeft zelfs een gedenksteentje dat dit middelpunt vastlegt en door onder anderen Groningse studenten nog weleens bezocht wordt in verband met hun ontgroeningsrituelen.

## Geschiedenis

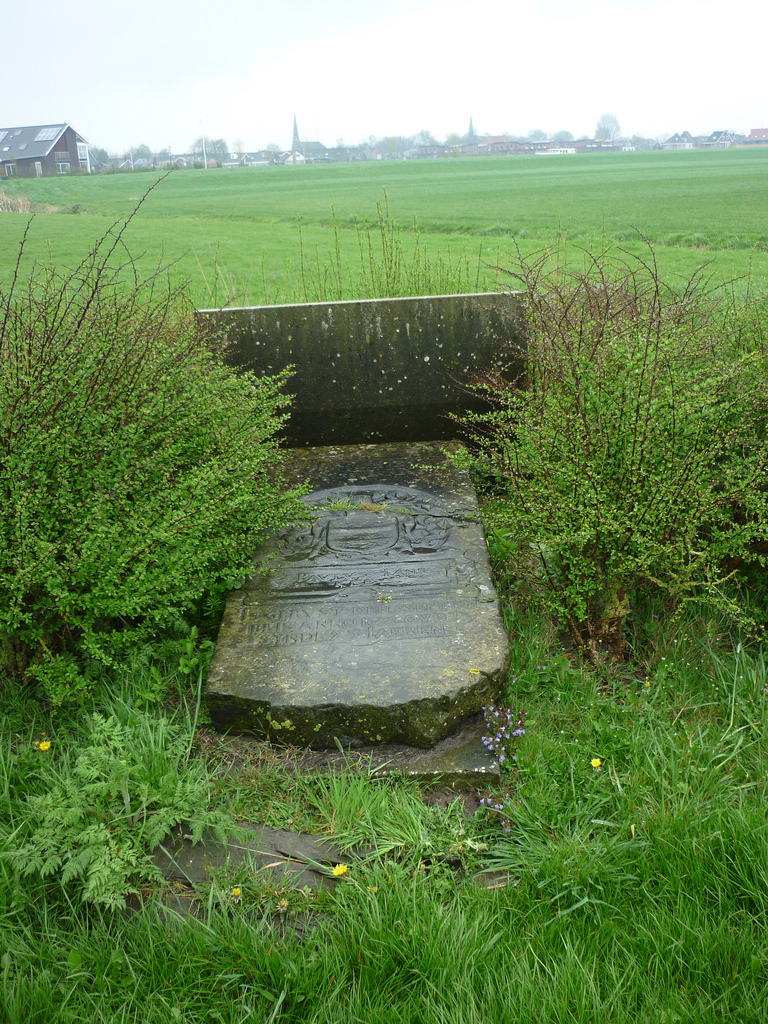
Het Grafzerk van Paulus Jansz. Kley

Aegum is ontstaan op een terp, waarschijnlijk ontstaan als een huisterp. Wanneer het zich tot een dorp ontwikkelde is niet bekend. Door de ligging aan water had het dorp zeker ook potentie om groter te groeien, maar het agrarische dorp bleef een relatief kleine nederzetting.
De eerste vermelding van de plaats is zover bekend wanneer het in 1450 werd vermeld als Aghem. In 1509 werd het vermeld als toe Aeghum en in 1579 als Aegum. Die laatste en de schrijfwijze Ægum komen daarna tot de 19e eeuw voor. In 1839 spreekt men van zowel Aegum als Egum. De plaatsnaam wijst vermoedelijk naar de woonplaats (heem/um) van de persoon Age.
In 1511 waren in het Register van Aanbring voor het dorp 6 adressen geregistreerd. Aegum lag aan het Wargaastermeer en visserij was naast het boeren dan ook een belangrijke bron van inkomsten.
In 1633 werd door Paulus Jansz Cley het meer ingepolderd. Hij en zijn zoon Wilhelm Cley werden later in de kerk begraven. Zijn grafzerk ligt als monument aan de Wargaaster zijde in de Wargaastermeerpolder. In Warga is een straat naar hem vernoemd.
Aegum bleef ook zonder de visserij bestaan, en in de 17e en 18e eeuw had Aegum negen boerderijen. In de 20e eeuw was het aantal wederom rond de vijf, waarbij op de meeste plaatsen niet meer gewoond werd.
Bestuurlijk maakte Aegum tot de gemeentelijke herindeling in 1984 deel uit van de gemeente Idaarderadeel, die toen samen met Rauwerderhem en een groot deel van Utingeradeel opgegaan is in de nieuwe gemeente Boornsterhem. Op 1 januari 2014 werd deze gemeente opgeheven, waarop Aegum onderdeel werd van de gemeente Leeuwarden.
Sinds januari 1989 is de officiële naam van het dorp het Friestalige Eagum. In de gemeente Leeuwarden zijn de Nederlandse plaatsnamen de officiële, behalve voor de plaatsen die werden overgenomen van de opgeheven gemeente Boornsterhem, waarbij de officiële status van de Friestalige namen werd gehandhaafd.

## Kerktoren
De kerktoren van Aegum dateert gezien de bouwstijl van de toren uit de 13e eeuw. In het begin van de 16e eeuw kreeg de toren een zaal. De kerk zelf was in 1777 zo slecht geworden, dat deze afgebroken werd, en vervangen door een nieuwe die in 1778 gereed was. Die kerk werd vervolgens in 1838 verkocht om afgebroken te worden.
Dat is in 1856 uiteindelijk ook gebeurd, maar de toren is wel blijven staan en is in 1983 gerestaureerd. In Aegum gaat het verhaal dat de stenen van het kerkgebouw destijds zijn hergebruikt voor het bouwen van een kroeg in Opeinde.

## Molen
Ten zuiden van het dorp staat een Amerikaanse windmotor.

## Cultuur
De organisatie Swen Swette organiseert culturele evenementen in de dorpen Aegum, Idaard, Friens en Roordahuizum.

## Bevolkingsontwikkeling
| 1954 | 1959 | 1964 | 1969 | 1972 | 1974 | 1981 | 1990 | 1992 | 1995 | 1998 | 2002 | 2004 | 2005 | 2006 | 2007 | 2008 | 2009 | 2012 | 2018 | 2019 | 2021 | 2023 |
| ---- | ---- | ---- | ---- | ---- | ---- | ---- | ---- | ---- | ---- | ---- | ---- | ---- | ---- | ---- | ---- | ---- | ---- | ---- | ---- | ---- | ---- | ---- |
| 47   | 35   | 28   | 37   | 40   | 41   | 30   | 26   | 24   | 21   | 21   | 26   | 30   | 29   | 29   | 30   | 30   | 29   | 28   | 40   | 40   | 35   | 40   |

## Trivia
De Amerikaanse acteurs Henry Fonda en Jane Fonda stammen af van Jelle Douwes Fonda, die in 1616 in Aegum geboren werd.